# لی جو وو
لی جو وو (کره‌ای: 이주우؛ زادهٔ ۳ سپتامبر ۱۹۹۰) بازیگر اهل کره جنوبی است. او برای ایفای نقش مکمل در مجموعه تلویزیونی شبکه ام‌بی‌سی، بازگشت بوک خوش‌شانس (۲۰۱۷) شناخته می‌شود که به خاطرش نامزد دریافت جایزه در جوایز درامای ام‌بی‌سی شد.

## فیلم‌شناسی

### فیلم
| سال  | عنوان           | نقش            | توضیحات        |
| ---- | --------------- | -------------- | -------------- |
| ۲۰۱۶ | حس و حال یک روز | زن میز اطلاعات |                |
| ۲۰۱۷ | جاده برفی       | آیاکو          |                |
| ۲۰۱۷ | شانزده ساله شدن | سو کیونگ       |                |
| ۲۰۱۷ | پیشه (콜링)     | جونگ یو نا     | (حضور افتخاری) |

### مجموعه تلویزیونی
| سال       | عنوان                      | نقش          | توضیحات | منابع |
| --------- | -------------------------- | ------------ | ------- | ----- |
| ۲۰۱۴–۲۰۱۵ | کارآگاهان دبیرستان دخترانه | چوی می ره    |         |       |
| ۲۰۱۵      | عشق هوگو                   | مین جی       |         |       |
| ۲۰۱۵      | خانه کبود مرغ              | پارک جو ری   |         |       |
| ۲۰۱۵      | جاده برفی                  | آیاکو        |         |       |
| ۲۰۱۵–۲۰۱۶ | همه چی خوبه                | یانگ نا ری   |         | [ ۲ ] |
| ۲۰۱۷      | بازگشت بوک خوش‌شانس         | شین هوا یونگ |         |       |
| ۲۰۱۸      | خنده در وایکیکی            | مین سو آه    | فصل ۱   | [ ۳ ] |
| ۲۰۱۸      | بیا بخوریم ۳               | لی سو یون    |         | [ ۴ ] |
| ۲۰۱۹      | همکاران دونده: حقوق بشر    | لی دال سوک   |         |       |
| ۲۰۲۰      | جاسوس‌هایی که عاشقم بودند   | کیم دونگ ران |         |       |
| ۲۰۲۲      | چرا او                     | سونگ می ریم  |         | [ ۵ ] |
| ۲۰۲۳      | دزد: نگهبان گنج            | چوی مین وو   |         | [ ۶ ] |

### مجموعه اینترنتی
| سال  | عنوان                | نقش        | منابع |
| ---- | -------------------- | ---------- | ----- |
| ۲۰۲۱ | هیس، لطفاً مراقبش باش | نا گونگ جو | [ ۷ ] |

### حضور در موزیک ویدئو
| سال  | نام آهنگ                | خواننده |
| ---- | ----------------------- | ------- |
| ۲۰۱۳ | «داستان کسی که می‌شناسم» | سان یی  |
| ۲۰۱۳ | «شام جدایی»             | سان یی  |

## تئاتر موزیکال
| سال       | عنوان                  | نقش        |
| --------- | ---------------------- | ---------- |
| ۲۰۱۳–۲۰۱۴ | اوه! وقتی تو خواب بودی | چوی مین هی |

## جوایز و نامزدی‌ها
| مراسم جوایز         | سال  | دسته                                    | نامزد / اثر        | نتیجه    | منابع |
| ------------------- | ---- | --------------------------------------- | ------------------ | -------- | ----- |
| جوایز درامای ام‌بی‌سی | ۲۰۱۷ | جایزه بهترین کاراکتر، بازیگری روح مبارز | بازگشت بوک خوش‌شانس | نامزدشده |       |
| جوایز درامای اس‌بی‌اس | ۲۰۲۲ | جایزه برترین بازیگر زن در یک مینی‌سریال  | چرا او             | نامزدشده | [ ۸ ] |
| جوایز درامای اس‌بی‌اس | ۲۰۲۲ | بهترین تیم مکمل                         | چرا او             | نامزدشده | [ ۹ ] |